# Fery
Fery oder Féry ist ein männlicher Vorname und ein Familienname.

## Herkunft und Bedeutung des Namens
Der Name ist ein Diminutiv von Ferdinand, aus gotisch frith ‚der Schutz, die Sicherheit‘ und nanth ‚die Kühnheit, die Dreistigkeit‘, also etwa in der Bedeutung ‚kühner Beschützer‘.
In Österreich auch Kurzform von Franz („kleiner Franz“).
Der Name gelangte mit den Westgoten nach Spanien und im 16. Jahrhundert mit den Habsburgern in den deutschsprachigen Raum und wurde dort bald beliebt.

## Bekannte Namensträger

### Vorname
- Fery Gebauer (1901–1981), österreichischer Komponist und Verleger
- Fery Kienesberger (1957–2012), österreichischer Basketballspieler und -trainer
- Fery Kletzer (1830–1878), ungarischer Komponist und Cellist
- Franz (Fery) Wolf (1933–2007), österreichischer Bäckermeister, Nudelfabrikant

Zweitname
- Jean-Féry Rebel (1666–1747), französischer Violinist und Komponist des Barock

### Familienname
- Arthur Fery (* 2002), englischer Tennisspieler
- Gaston Féry (1900–1985), französischer Sprinter (400-Meter-Lauf)
- Jeanne Fery, französische Dominikanernonne
- John Fery (1859–1934), austroamerikanischer Landschaftsmaler
- Klaus Fery, eigentlich Klaus Frey (1893–1955), deutscher Schauspieler, Regisseur, Filmproduzent und Verleger
- Loïc Féry (* 1974), französischer Geschäftsmann und Fußballfunktionär
- Nikolaus Fery (1919–2016), deutscher Politiker (CDU), MdL Saarland
- Olivia Féry (* 1973), französische Tennisspielerin